# Le Fantôme décapité

Le fantôme décapité (The Headless Ghost) est un livre de la collection Chair de Poule (Goosebumps, en anglais), créée et écrite par l'auteur R. L. Stine. Dans la collection française Bayard Poche, ce livre est le 29e de la collection. Dans la collection américaine, il est le 37e...
Il est traduit de l'américain par Nathalie Vlatal (qui a traduit beaucoup d'autres Chair de Poule en français). Dans la version française, ce livre de 32 chapitres contient 121 pages.

## L'illustration française
L'illustration de la couverture par Henri Galeron représente une main squelettique tenir par les cheveux (noirs) une tête maigre sans lèvres, souriante, la peau verte, les yeux rouges brillants, le nez remonté, l'arrière de la tête horriblement bondé - le tout sur fond noir et rouge.

## Résumé
Diane (qui raconte l'histoire, dans la version originale américaine, c'est un garçon qui s'appelle Duane) et Stéphanie sont deux amies de 12 ans, habitant l'une en face de l'autre, dans la petite ville côtière fictive de Falaises-Sur-Mer (Wheeler Falls, encore dans la version originale américaine). Elles sèment la terreur dans leur ville en se promenant la nuit avec des déguisements, en jouant des tours aux gens, en imitant les loups-garous sous les fenêtres des enfants... Elles sont même surnommées « Les Jumelles de la Terreur » ! (Car, bien que n'ayant aucun lien de parenté, elles se ressemblent beaucoup). Tout cela est très amusant, mais finit par être lassant. Elles décident alors de passer à des sensations plus fortes, et décident d'aller dans le Manoir Perché (Hill House, littéralement: « Maison de la colline », toujours dans la version originale américaine). Qu'est-ce que c'est ? C'est une grande maison a trois étages - transformée en musée - dite hantée par les guides, les sympathiques Otto et Edna. Elles allaient si souvent visiter le musée qu'Otto ne leur faisaient même plus payer l'entrée ! Elles connaissent désormais par cœur les horribles histoires (vraies ?) qui, d'après ce que racontent les guides aux touristes, se sont déroulées dans ce manoir. L'histoire principale du manoir est celle d'André (Andrew, comme les fois précédentes, dans la version originale américaine), le fantôme décapité. André serait condamné a errer dans le manoir jusqu'à ce qu'il retrouve sa tête qui y est cachée quelques part... ...il la cherche depuis cent ans. Mais cette fois, les deux amies ont un plan bien précis : s'écarter à un moment de la troupe visitant le manoir, et fouiller la lugubre demeure de fond en comble pour retrouver la tête du fantôme. Ah ! si elles avaient su... elles n'y seraient jamais allées !

## Commentaires
- Ce livre est, selon les lecteurs, l'un des plus effrayants de la série.
- Cette histoire a eu droit à un épisode dans la série télévisée Chair de poule.
- Il comporte quelques différences par rapport au livre: dans le livre, l'atmosphère du manoir y est plus effrayante alors que dans l'épisode, les fantômes y apparaissent moins bienveillants, plus dangereux que dans le livre. D'autres part, les deux protagonistes principaux dans l'épisode sont un garçon (Duane) et une fille (Stéphanie) conformément à la version originale américaine du livre et non deux filles (Diane et Stéphanie) comme dans la version française.

## Sous-titre
« Musée hanté »